# Mit Pinsel und Degen
Mit Pinsel und Degen ist eine US-amerikanische Abenteuerkomödie aus dem Jahr 1946 von George Marshall mit Bob Hope und Joan Caulfield in den Hauptrollen. Der Film wurde von Paramount Pictures produziert und ist eine Neuverfilmung des 1924 entstandenen Stummfilms Monsieur Beaucaire, der königliche Barbier. Wie auch der Stummfilm basiert das Remake auf dem Roman Monsieur Beaucaire von Booth Tarkington.

## Handlung
Um einen Krieg mit Frankreich zu verhindern, bietet der spanische König Philip V. seine Tochter Maria zur Hochzeit an. Louis XV. soll für sie einen geeigneten Adeligen benennen. Die Wahl des französischen Königs fällt auf den Herzog le Chandre, einen Frauenschwarm, der sehr gut fechten kann. Allerdings hat der Herzog eine Affäre mit Madame Pompadour, die wiederum eine Mätresse des Königs ist.
Monsieur Beaucaire ist der Barbier von Louis XV. Er hat sich heimlich in die Kammerzofe Mimi verliebt, die sich erhofft, eines Tages Hofdame zu sein. Im Beisein der Königin plaudert Beaucaire leichtsinnig über das Verhältnis der Madame Pompadour zum König. Der erzürnte König verweist ihn des Palastes. Bevor er den Palast verlässt, zieht Beaucaire eines der königlichen Gewänder an. Mimi hält ihn für den König und wirft sich ihm an den Hals. Von der Königin erwischt, wird Mimi nach Spanien verbannt.
Mit der Hilfe des Herogs le Chandre reist Beaucaire, selbst als Herzog gekleidet, nach Spanien, in ihrer Begleitung der Graf D'Armand. Auch die spanische Prinzessin Maria ist auf dem Weg nach Madrid, auf der Rückreise von einem Schweizer Konvent. Zur gleichen Zeit plant General Don Francisco, Kommandeur der königlichen Garde, einen Staatsstreich. Dazu überfällt er die Kutsche der Prinzessin. Le Chandre kommt ihr zu Hilfe und verliebt sich in sie. 
D'Armand und Beaucaire reisen zum Palast. Beaucaire soll sich als Herzog ausgeben, solange le Chandre mit Maria zusammen ist. Zur gleichen Zeit nimmt sich Don Francisco Mimi an, die ihm helfen soll, den Herzog zu töten. Als Franciscos Soldaten Beaucaire angreifen, stiehlt Mimi seinen Degen, womit er schutzlos ist. Der echte Herzog erscheint und rettet Beaucaire. Maria kommt ebenfalls im Palast an. Sie weigert sich den vom König ausgesuchten Verlobten bei einem Bankett kennenzulernen.
Als le Chandre Marias Gemach verlässt, wird er von ihrer Anstandsdame ertappt, sie lässt ihn  in einen Kerker einsperren. Don  Francisco will ihn dort eingesperrt lassen, damit die Hochzeit am nächsten Tag platzt und er seinen Staatsstreich durchführen kann. Mimi verhilft dem Herzog zur Flucht. Bevor Don Francisco den König und seine Frau festnehmen kann, wird er von Beaucaire zum Duell gefordert. Le Chandre eilt zur Hilfe und besiegt den General, der allerdings flüchten kann, als der Herzog seine Braut küsst. Die königlichen Soldaten verfolgen den General, Mimi glaubt aber, sie seien hinter ihr her und flüchtet mit der Kutsche der Prinzessin.
Einige Zeit später in Amerika. Monsieur Beaucaire hat einen Barbierladen eröffnet, Don Francisco arbeitet dort als Schuhputzer. Mit Mimi hat Beaucaire ein Kind gezeugt, einen Sohn, der ihm wie aus dem Gesicht geschnitten ist.

## Produktion
Gedreht wurde der Film vom 1. August bis zum 10. Dezember 1945 in Chatsworth, in den Santa Monica Mountains und in den Paramount-Studios in Los Angeles.

## Stab und Besetzung
Hans Dreier und Earl Hedrick waren die Art Directors, Sam Comer und Ross Dowd die Szenenbildner. Gile Steele und Mary Kay Dodson sorgten für die Kostüme. Gordon Jennings, Farciot Edouart und Loyal Griggs waren für die Spezialeffekte verantwortlich.
In kleinen nicht im Abspann erwähnten Nebenrollen traten Anthony Caruso, Lane Chandler, Charles Coleman, Alan Hale jr., Brandon Hurst, Mona Maris, Torben Meyer, Jack Mylong, Noreen Nash, Philip Van Zandt, Dorothy Vernon und Audrey Young auf.

## Synchronisation
| Rolle              | Schauspieler       | Deutscher Synchronsprecher |
| ------------------ | ------------------ | -------------------------- |
| Monsieur Beaucaire | Bob Hope           | Georg Thomalla             |
| Mimi               | Joan Caulfield     | Gisela Trowe               |
| Herzog le Chandre  | Patric Knowles     | Axel Monjé                 |
| Don Francisco      | Joseph Schildkraut | Ernst Schröder             |
| König Ludwig XV.   | Reginald Owen      | Erich Fiedler              |
| Königin            | Constance Collier  | Tilly Lauenstein           |

## Musik
Ray Evans und Jay Livingston schrieben für den Film die Songs Warm as Wine, A Coach and Four und We'll Drink Every Drop in the Shop. Ken Lane war der Textarrangeur.

## Veröffentlichung
Die Premiere des Films fand am 4. September 1946 statt. In der Bundesrepublik Deutschland kam er am 3. Februar 1950 in die Kinos, in Österreich am 14. April 1950.

## Kritiken
Das Lexikon des internationalen Films schrieb: „Abenteuerkomödie mit ziemlich drastischer Situationskomik.“
Bosley Crowthers von der The New York Times lobte die Beteiligten, die Paramount und dem Publikum einen einzigartig hoffnungsvollen Film gaben.
Die Variety beschrieb den Film als hektische und absurde Version der Romanvorlage.